# Thuin
Thuin [tɥɛ̃] ist eine Gemeinde der belgischen Provinz Hennegau in Wallonien. Sie ist Verwaltungssitz des Arrondissements Thuin.
Nach Thuin ist auch die umgebende Landschaft benannt, die Thudinie.

## Geografie
Die Stadt Thuin liegt auf einem Hügel über der Mündung der Biesmelle in die Sambre und gliedert sich in eine Ober- und eine Unterstadt.
Die Gemeinde Thuin umfasst die Orte Biercée, Biesme-sous-Thuin, Donstiennes, Gozée, Leers-et-Fosteau, Ragnies, Thuillies und die Stadt Thuin.

## Geschichte

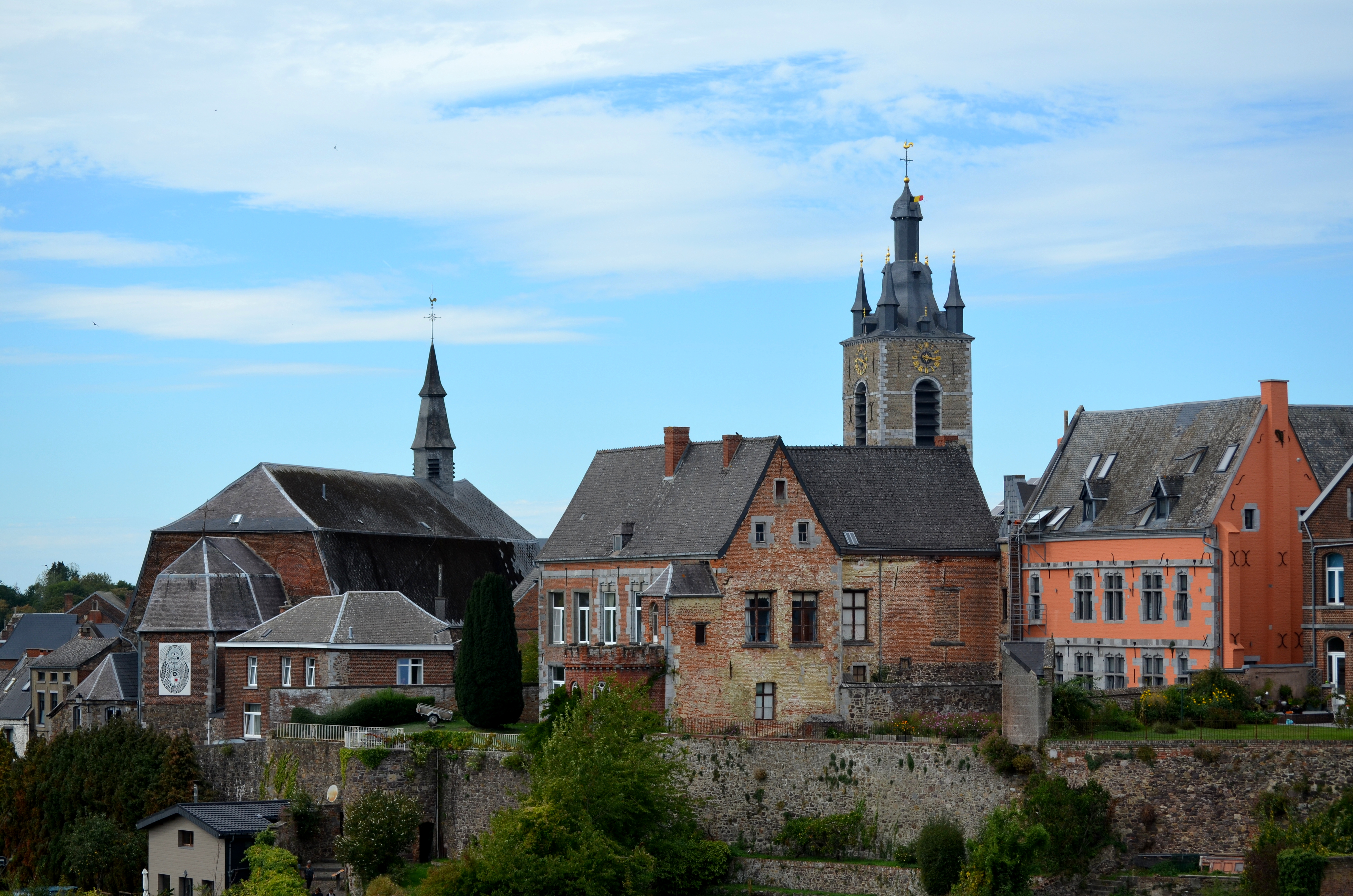
Oberstadt von Thuin mit dem Belfried

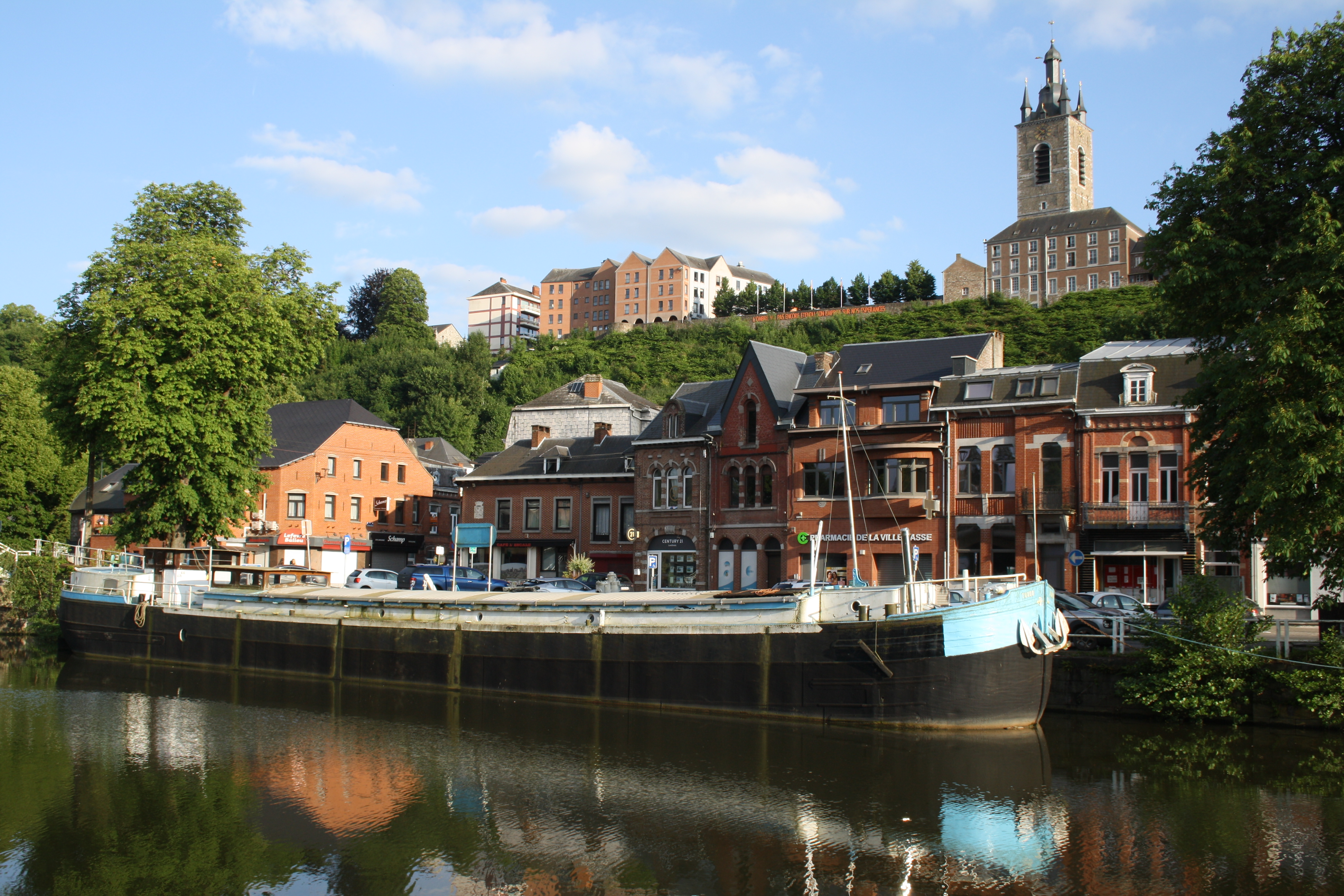
Thuin: Ober- und Unterstadt an der Sambre

Auf dem Gebiet von Thuin, Le Petit Paradis, wurde 1963 ein römisches Brandgräberfeld entdeckt und durch das Musée royal de Mariemont ausgegraben.
Zum ersten Mal wurde Thuin als Tudinio in einem Güterverzeichnis der Abtei Lobbes 866 erwähnt. Seit 888 stand der Ort bis zur Französischen Revolution, also 900 Jahre, unter die Herrschaft des Hochstiftes Lüttich. 972 ließ Bischof Notger von Lüttich eine erste steinerne Stadtmauer bauen. Im 12. und im 15. Jahrhundert erforderte die Zunahme der Bevölkerung jeweils eine Erweiterung der Befestigungen.
1675 bis 1678 besetzten französische Truppen Thuin, aber im Frieden von Nimwegen kam die Stadt wieder an die Spanischen Niederlande. 1794 eroberte General François Séverin Marceau die Stadt, die zusammen mit der gesamten Region von 1795 bis 1814 zum Französischen Staat gehörte. Die Abtei Aulne wurde bis auf die Grundmauern zerstört.
Infolge der Belgischen Revolution wurde Thuin Teil des belgischen Staates. Im Ersten Weltkrieg war die Stadt, wie viele belgische Städte, gleich zu Beginn des Krieges in Mitleidenschaft gezogen. Schon im August 1914 wurde die französische 5. Armee in der Schlacht an der Sambre bei Charleroi von den deutschen Truppen doppelt umfasst und erlitt hohe Verluste.

## Keltenschatz
Der keltische Schatz, der 1980 in Thuin gefunden wurde, ist von archäologischem und numismatischem Interesse. Die Stücke wurden am Südhang des Biesmelle-Tals entdeckt, wo sie über eine Fläche von drei Quadratmetern in 30 bis 40 cm Tiefe verstreut waren. Es ist nicht verwunderlich, dass die König-Baudouin-Stiftung den Schatz erwarb. Er besteht aus 70 Statern des gleichen Typs. Die Münzen wiegen zwischen 5,8 und 6,8 Gramm und enthalten etwa 55 % Gold. Der Rest besteht aus Kupfer und Silber.

## Sehenswürdigkeiten

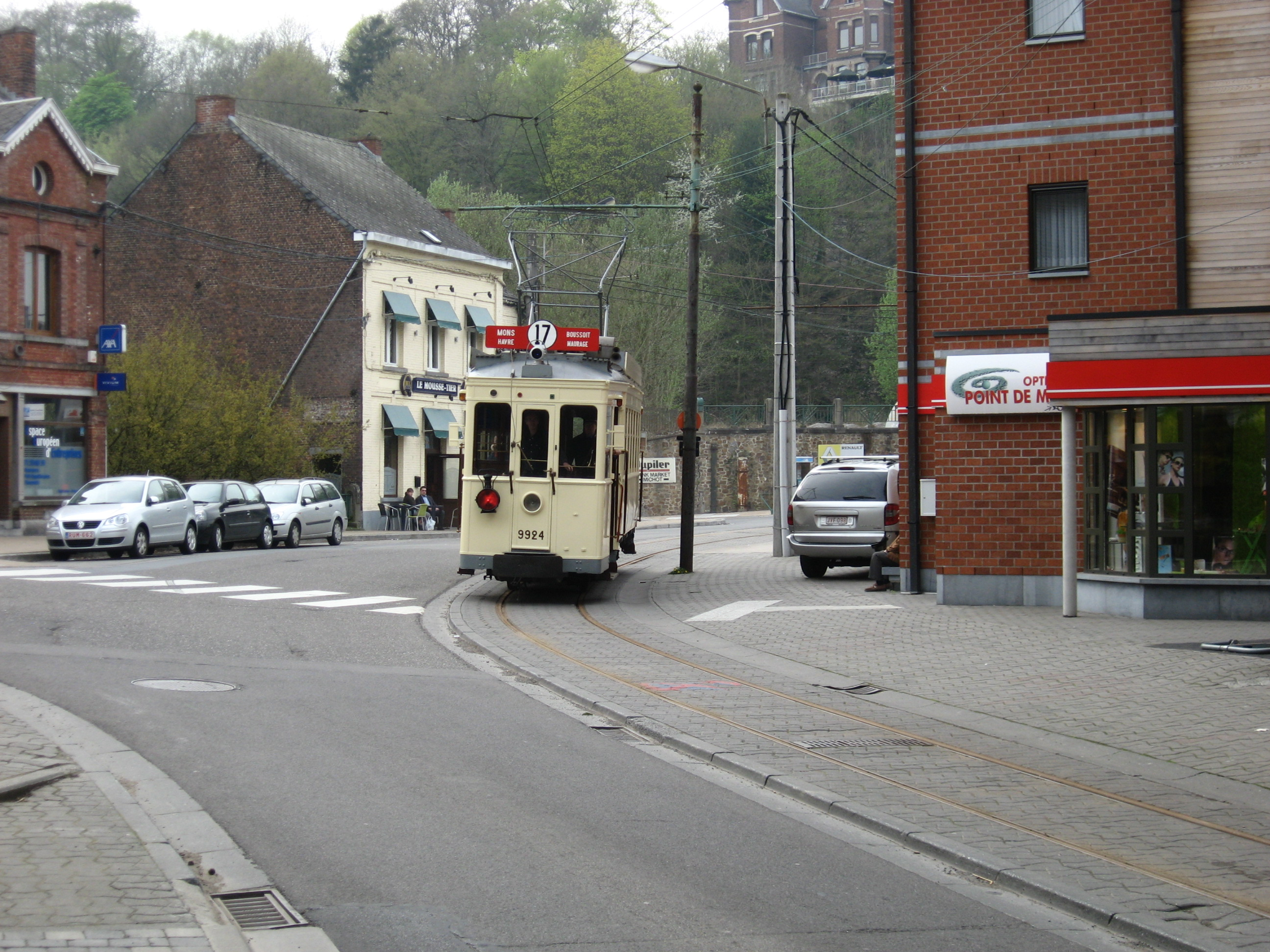
Triebwagen des Straßenbahnmuseums in der Rue t’Serstevens

- Der 1639 erbaute Belfried war ursprünglich der Kirchturm der Kirche Saint-Theobard, die 1811 abgebrochen wurde, um Raum für einen Platz zu erhalten. Der Turm zählt mit anderen Glockentürmen Flanderns und Walloniens zum Weltkulturerbe der UNESCO.
- Das Straßenbahnmuseum in der Unterstadt auf dem Gelände des ehemaligen Kleinbahnhofs Thuin-West zeigt historische Straßenbahnen der Linien, die in der Region, besonders in Charleroi, im Einsatz waren. Von dort gibt es Museumsfahrten zum historischen Endpunkt der Linie 92 in der Rue t’Serstevens und nach Lobbes.

## Verkehr

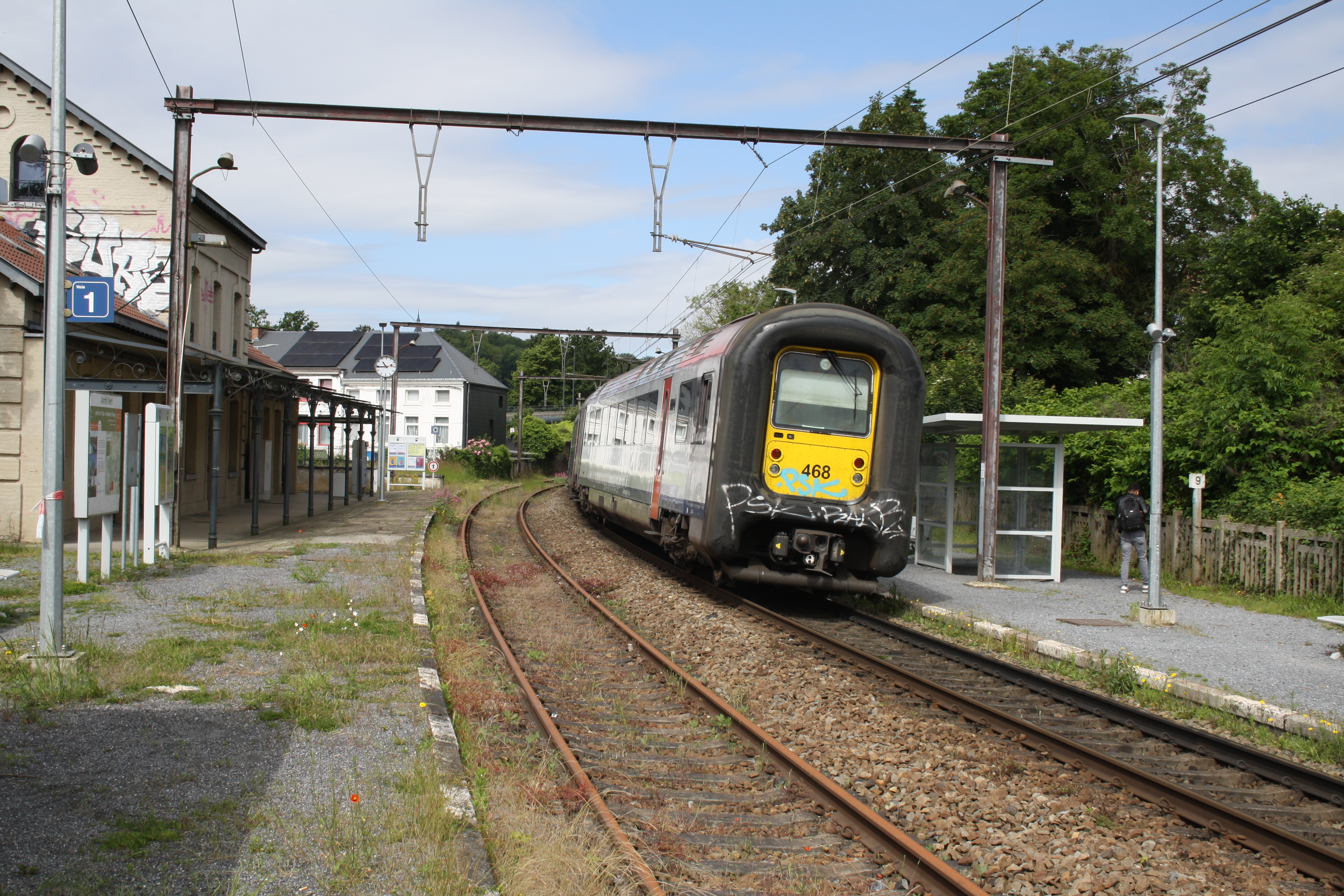
Zug der S-Bahn Charleroi nach Maubeuge im Bahnhof Thuin

Thuin liegt an der Nationalstraße 59, die von Seneffe kommt und bei Gozèe auf die N 53 (Charleroi–Chimay) trifft.
Thuin verfügt über einen Bahnhof an der Eisenbahnstrecke Charleroi–Erquelinnes, die vor dem Einsatz des Thalys Teil der Hauptstrecke zwischen Paris und Norddeutschland war. Er wird von Zügen der Linie S63 der S-Bahn Charleroi bedient.

## Städtepartnerschaften
Mit der italienischen Gemeinde Torgnon im Aostatal besteht eine Städtepartnerschaft.

## Personen
- Fernande Courtoy (1914–2024), Altersrekordlerin und zeitweise älteste in Belgien lebende Person
- Franck Olivier (1948–2021), Schlagersänger und -komponist
- Yahya Michot (1952–2025), Islamwissenschaftler

## Belege
1. ↑  Germaine Faider-Feytmans: La nécropole gallo-romaine de Thuin. Fouilles du Musée du Mariemont II (Brüssel 1965).
2. ↑  Abfahrten und Ankünfte bei belgiantrain.be, abgerufen am 27. Juni 2024